# 289992 Onfray
289992 Onfray este o planetă minoră (asteroid) din centura de asteroizi. A fost descoperită pe 10 august 2005 la Saint-Sulpice de Observatoire de Saint-Sulpice⁠(d). 
Obiectul prezintă o orbită caracterizată de o semiaxă mare de 3,0604543607635 UAi, o excentricitate de 0,21, o înclinație de 0,4 ° în raport cu ecliptica.